# Lepidepecreum serraculum
Lepidepecreum serraculum is een vlokreeftensoort uit de familie van de Lysianassidae. De wetenschappelijke naam van de soort is voor het eerst geldig gepubliceerd in 1998 door Dalkey.